# Kim Yang-Shik
Kim Yang-Shik (kor. 김양식, Hanja 金良植, rev. Gim Yangsik, MR Kim Ryangsik; * 4. Januar 1931 in Seoul; Pseudonym kor. 초이, Hanja 初荑, rev. Choi, MR Ch'oi) ist eine koreanische Lyrikerin, Essayistin, Übersetzerin und Indologin. Für ihren Beitrag zum kulturellen Austausch zwischen Korea und Indien wurde sie mit dem Goldenen Padma Shri ausgezeichnet.

## Leben
Kim Yang-Shik wurde am 4. Januar 1931 in Seoul geboren. Sie studierte an der Ewha Womans University zunächst Anglistik und schloss daran einen Master in Indischer Philosophie an. Durch ihr Studium kam sie in Kontakt mit den Werken von Rabindranath Tagore. In der Folgezeit übersetzte sie viele seiner Werke, unter anderem Gitanjali und Der zunehmende Mond, ins Koreanische. 1981 gründete sie die Tagore Society of Korea (kor. 한인문화연구원, Hanja 韓印文化硏究院, rev. haninmunhwayeonguwon, MR haninmunhwayŏnn'guwŏn), deren Präsidentin sie ist. Daneben wirkt sie seit 2011 als Präsidentin des Museums für indische Kunst in Seoul. Für ihre Aktivitäten im kulturellen Austausch zwischen Korea und Indien wurde ihr 2002 der Padma Shri, einer der höchsten indischen Zivilorden, verliehen. Sie ist die erste Koreanerin, die einen Padma Shri erhalten hat und wurde im Bereich Literatur und Bildung ausgezeichnet.

## Werk
Kim schreibt auch unter dem Pseudonym Choi. Sie gab ihr literarisches Debüt 1969 mit einem Gedicht, das in dem Magazin Wolgan Munhak publiziert wurde. Ihr erster Sammelband mit Gedichten erschien 1971. Einen Schaffenshöhepunkt bilden ihre zahlreichen Veröffentlichungen der 1990er Jahre. Ihre Gedichte wurden in vielen Sprachen, unter anderem auch in französischer, schwedischer, japanischer, russischer, chinesischer, englischer und deutscher Übersetzung, veröffentlicht. Thematisch befassen sich die frühen Gedichte Kims mit Liebe und Kummer koreanischer Frauen, spätere Werke sind oft beeinflusst von ihrem Studium indischer Philosophie. Bezugnahmen finden sich sowohl zur indischen als auch zur koreanischen Kultur, aber auch zum Buddhismus.
Kim ist Mitglied verschiedener literarischer Verbände, unter anderem im Verband zeitgenössischer koreanischer Dichter, dem Verband koreanischer Schriftstellerinnen und dem P.E.N.-Zentrum Korea. Von 1984 bis 2006 hatte sie den Vorsitz über den Verband zeitgenössischer koreanischer Dichter inne. Für ihr Werk wurde sie mehrfach ausgezeichnet, unter anderem mit dem Muse of the World Award auf dem zweiten internationalen Poetenkongress in Taipei und mit dem Pen Award des P.E.N.-Zentrum Korea. Darüber hinaus ist sie Trägerin des Kulturpreises der Stadt Seoul.

## Veröffentlichungen (Auswahl)
- 서초동 참새. 文學世界社, Seoul 1990.
- 풀꽃이 되어 풀잎이 되어. 행림출판, Seoul 1992.
- 겨울로 가는 나무. 새미, Seoul 2005.
- Oh,  mother: a book of poems. Englische Übersetzung. International PEN-Korean Centre, Seoul 2020.

In deutscher Übersetzung verfügbar:
- 순간 순간이 - Jeder Augenblick. Gedichte, zweisprachig. Koreanisch – Deutsch. Übersetzung von Sophia Tjonghi Seo. Edition Delta, Stuttgart 2020, ISBN 978-3-927648-71-5.

## Auszeichnungen und Ehrungen
- 1973: Muse of the World Award, Poetenkongress Taipei
- 2002: PEN Award des P.E.N-Zentrum Korea
- 2002: Goldener Padma Shri